# Hubodômetro

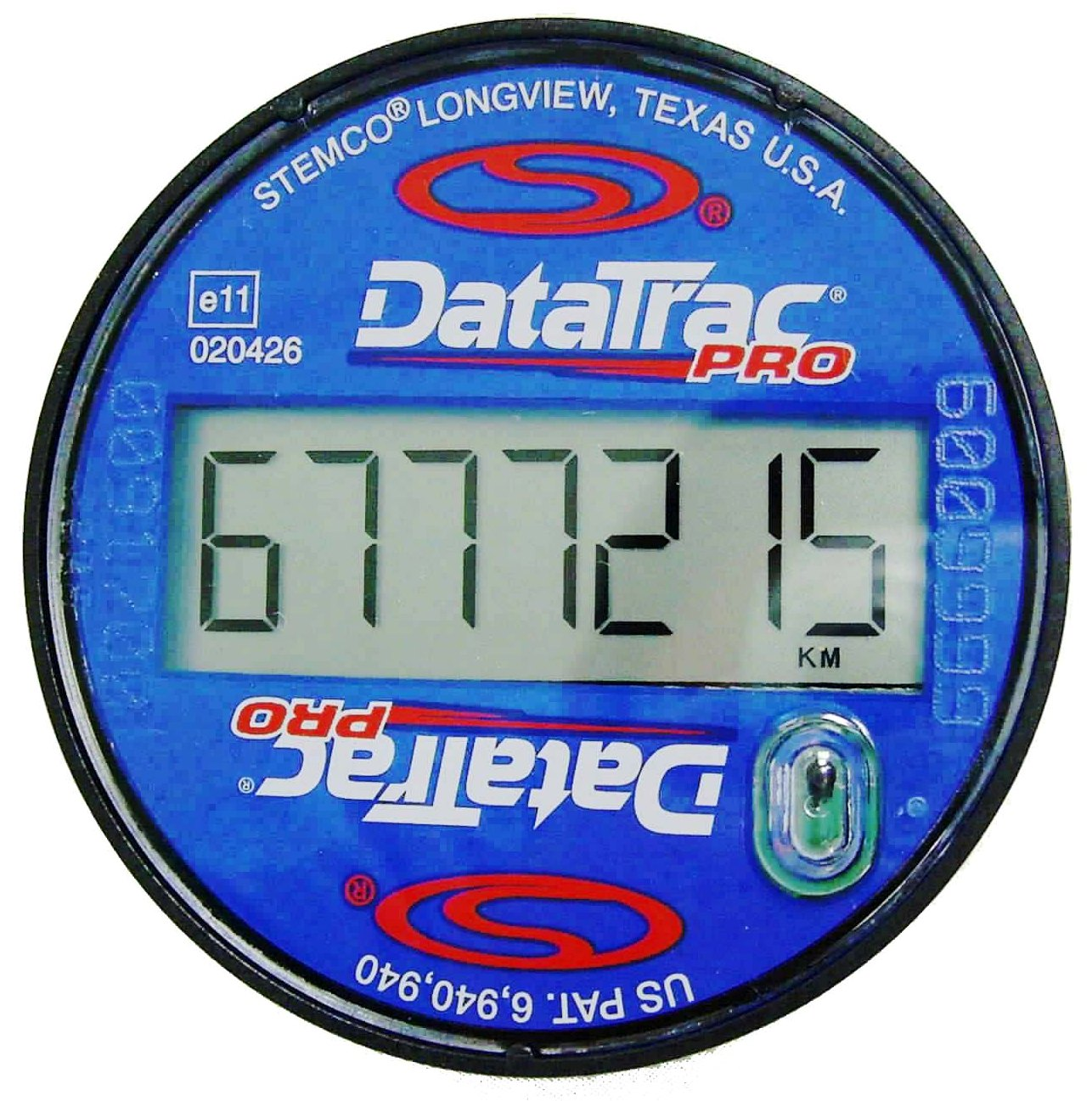
Hubodômetro Stemco

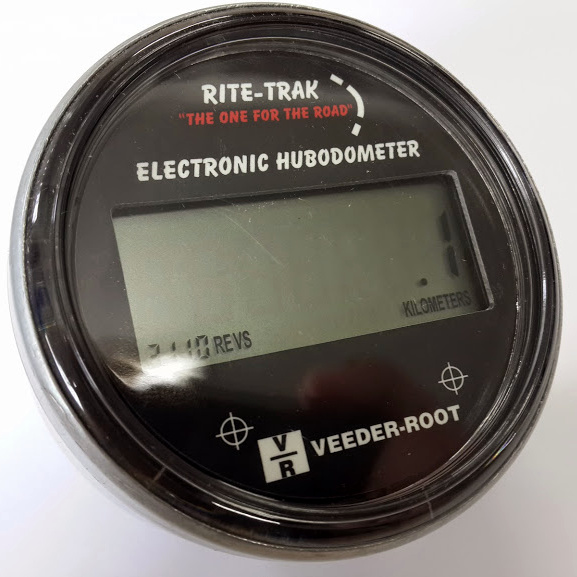
Hubodômetro Digital Veeder-Root

Hubodômetro Analógico Tacobras

O Hubodômetro é um instrumento de precisão que realiza a medição da distância rodada por implemento rodoviário e tem aplicação em todo tipo de veículo, especialmente os que operam acoplados a reboques, semi-reboques e reboques carrega-tudo. Seu sistema de medição deve ser inviolável, registrando movimento tanto para frente como para trás.

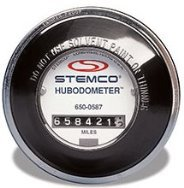
Hubodômetro Mecânico Stemco